# 阿忆
阿忆（1964年4月10日—），真名周忆军。北京大学新闻与传播学院副教授，北京大学中文系文学学士、北京大学法学院法律硕士。曾任中国中央电视台社教中心、海外中心特别节目总撰稿，《实话实说》节目主持人，凤凰卫视策划人兼撰稿人，《世纪大讲堂》主持人，北京久和成影视机构总策划。
2006年9月15日，阿忆在他的博客列出北大教授工资和支出明细曾引起争议。2009年6月9日，阿忆又在他的博客中透露出央视主持人方静因谋取军事情报泄密而被调查，被媒体称为“间谍门”，引发外界热议，但阿忆强调他说的也只是泄密，从未说过方静本人是“间谍”。